# Betroffenenrat beim Unabhängigen Beauftragten für Fragen des sexuellen Kindesmissbrauchs
Der Betroffenenrat ist ein bei der Unabhängigen Beauftragten für Fragen des sexuellen Kindesmissbrauchs (UBSKM) eingerichtetes Gremium. Die Mitglieder des Betroffenenrates haben selbst sexualisierte Gewalt in den unterschiedlichsten Kontexten erlebt und arbeiten seit Jahren beruflich und/oder ehrenamtlich zu diesem Thema.

## Vorgeschichte
Mit der Einrichtung des Betroffenenrates wurde eine Vereinbarung aus dem Koalitionsvertrag der 18. Legislaturperiode umgesetzt. Am 23. März 2015 fand die konstituierende Sitzung des Betroffenenrates statt. Die Mitglieder wurden durch den Unabhängigen Beauftragten Johannes-Wilhelm Rörig für die Dauer seiner Amtszeit bis zum 31. März 2019 berufen. Beginnend mit seiner zweiten Amtsperiode 2014 hatte Rörig die Weichen für das neue Gremium gestellt und die erste Verwaltungsvorschrift über die Zusammenarbeit und die Aufgaben des Betroffenenrates und des Auswahlgremiums erlassen. In seiner Presseerklärung würdigte er dies als „historisches Ereignis“. Auch im Koalitionsvertrag für die 19. Legislaturperiode vom 12. März 2018 wird der Betroffenenrat konkret benannt und gewürdigt: „Wir wollen die Stelle des/der Unabhängigen Beauftragten für Fragen des sexuellen Kindesmissbrauchs (UBSKM) einschließlich der wertvollen Arbeit des Betroffenenrats verstetigen.“

## Zusammensetzung
Mit der dauerhaften Einrichtung des Amtes einer oder eines Unabhängigen Beauftragten für Fragen des sexuellen Kindesmissbrauchs wurde durch das Bundeskabinett im Dezember 2018 auch der Betroffenenrat verstetigt, zum 1. Januar 2020 wurde eine aktuelle Verwaltungsvorschrift erlassen. Laut Verwaltungsvorschrift können dem Betroffenenrat bis zu 18 Mitglieder angehören, die für die Dauer von fünf Jahren von der Bundesministerin für Familie, Senioren, Frauen und Jugend berufen werden. Die Mitglieder sollen aus dem Kreis der Betroffenen möglichst gendergerecht besetzt werden und unterschiedliche Missbrauchskontexte repräsentieren.
Das Bewerbungsverfahren für den neu zu konstituierenden Betroffenenrat startete am 21. Oktober 2019. Bis 9. Dezember 2019 gingen über 200 Bewerbungen ein, die durch das Auswahlgremium gesichtet werden. Am 4. Juni 2020 wurden die 18 Mitglieder des zweiten Betroffenenrates durch die damalige Bundesministerin Franziska Giffey berufen. Am 26. Juni hat die konstituierende Sitzung des Betroffenenrates stattgefunden.

## Ziele und Aufgaben
Die Einrichtung des Betroffenenrates dient dem fachlichen Austausch mit dem UBSKM zu Themen der sexualisierten Gewalt gegen Kinder und Jugendliche auf Bundesebene. Klare Verfahrensabläufe und eigene Mitwirkungsrechte gewährleisten eine kontinuierliche und strukturierte Beteiligung von Betroffenen. Die Mitglieder des Betroffenenrates setzen sich für die Belange Betroffener sexualisierter Gewalt ein und tragen ihre Anliegen in den politischen Diskurs und die Öffentlichkeit.
Der Betroffenenrat tagt circa fünfmal jährlich in Berlin gemeinsam mit dem UBSKM. Die Sitzungen sind nicht öffentlich. Zwei Mitglieder des Betroffenenrates haben zudem Gaststatus bei den Sitzungen der Unabhängigen Kommission zur Aufarbeitung sexuellen Kindesmissbrauchs. Bei einem bevorstehenden Amtswechsel der/des UBSKM soll der Betroffenenrat ein Anhörungsrecht erhalten.

## Kontakt zum Betroffenenrat
Um die Belange möglichst vieler Betroffener in die politische Arbeit einbeziehen zu können, ist der Betroffenenrat auf die Rückmeldungen von Menschen angewiesen, die ebenfalls sexualisierte Gewalt in ihrer Kindheit und Jugend erfahren haben. Nur so kann er seinen Einfluss geltend machen und aufzeigen, wo es immer noch Schwierigkeiten, Hürden und besondere Herausforderungen gibt. Die Mitglieder des Betroffenenrates arbeiten in erster Linie politisch beratend beim UBSKM; individuelle, psychologische oder rechtliche Beratungen zu spezifischen Lebenssituationen können nicht geleistet werden. Hierfür gibt es das bundesweite Hilfetelefon Sexueller Missbrauch oder das Hilfeportal Sexueller Missbrauch des UBSKM, das mit einer umfangreichen Datenbank auf Beratungs- und Hilfsangebote vor Ort verweist.

## Kongress MitSprache
Während seiner ersten Amtszeit zeichnet der Betroffenenrat für zwei Kongresse verantwortlich. Die im November 2016 und September 2018 in Berlin stattfindenden Veranstaltungen wurden von Betroffenen für Betroffene von sexualisierter Gewalt und Unterstützer durchgeführt. Bereits in der zweiten Auflage des Kongresses 2018 war es der weltweit größte Kongress dieser Art zu sexuellem Kindesmissbrauch aller Kontexte. Ziel war unter anderem die weltweite Vernetzung und der Austausch von Betroffeneninitiativen. Es nahmen Gäste aus zwölf Ländern teil.
Insgesamt wurden über 250 Teilnehmende gezählt. In Workshops und Panels wurden Wissen und Erfahrungen ausgetauscht, politische Entscheidungen und Prozesse kritisch beleuchtet und konkrete Forderungen an die Politik erarbeitet. Aktuelle Themen, wie die Aufarbeitung des Missbrauchs in der katholischen Kirche, wurden ebenso diskutiert wie der sexuelle Missbrauch in DDR-Heimen, im Sport und in den Wissenschaften. Die Reform des Opferentschädigungsrechts, Möglichkeiten der Prävention, die Stärkung der Fachberatung, die Schaffung von Schutzräumen für Betroffene ritueller Gewalt und bessere Verfahrensabläufe im Strafrecht sowie Forschungsfragen waren weitere Schwerpunkte. Eine Ausstellung mit Exponaten von Betroffenen zeigte außerdem vielfältige Formen der künstlerischen Auseinandersetzung mit dem Erlebten.
Erstmals wurde in diesem Rahmen auch das Magazin „BETRIFFT: ALLE.“ des Betroffenenrates vorgestellt. Darin beschreiben die Mitglieder des Betroffenenrates in unterschiedlichen Beiträgen ihr persönliches Engagement, ihre gemeinsame Arbeit und ihre Anliegen und Forderungen an Politik und Gesellschaft.

## Kooperation mit dem Beirat des UBSKM (2014 – 2019)
Seit der konstituierenden Sitzung am 22./23. September 2014 bis zum Ende der zweiten Amtszeit des Unabhängigen Beauftragten Ende März 2019 unterstützte ein Beirat die Arbeit des Unabhängigen Beauftragten für Fragen des sexuellen Kindesmissbrauchs. Ende März 2019 wurde gemeinsam mit dem Bundesministerium für Familie, Senioren, Frauen und Jugend der Nationale Rat gegen sexuelle Gewalt an Kindern und Jugendlichen ins Leben gerufen.
Alle Mitglieder des Betroffenenrates arbeiteten regelmäßig in den Konzeptgruppen im Beirat des UBSKM mit und sind im Nationalen Rat und seinen Arbeitsgruppen vertreten. Dort bringen sie sich aktiv aus Sicht Betroffener mit Erfahrungs- und Fachwissen in die Diskussionen ein.